# Howard Unwin Moffat
Howard Unwin Moffat (Kuruman, 13 de enero de 1869- 19 de enero de 1951) fue un político sudafricano y rodesiano, que se desempeñó como Segundo Primer Ministro de Rodesia del Sur, entre 1927 y 1933.

## Primeros años
Nacido a mediados de enero de 1869 en la estación misional de Kuruman, en Bechuanalandia (ahora ubicada en la Provincia de Cabo del Norte en Sudáfrica), Moffat era hijo del misionero John Smith Moffat, y nieto del misionero Robert Moffat, quien era amigo del monarca sudafricano Mzilikazi y suegro de David Livingstone. Howard Moffat asistió al St. Andrew's College, Grahamstown en 1885.
Después de servir en la Policía Fronteriza de Bechuanalandia, Moffat se trasladó a vivir a Bulawayo, para, posteriormente, servir en el ejército de la Compañía Británica de Sudáfrica en la Primera Guerra Matabele y en el ejército británico en la Segunda Guerra Anglo-Bóer, entre 1899 y 1902.

## Carrera política
En 1923 comenzó su carrera política al haber sido elegido miembro del Consejo Legislativo de Rodesia del Sur por el distrito electoral de Victoria, año en el que fue nombrado como Ministro de Minas y Obras Públicas en el Gobierno del Primer Ministro Charles Coghlan. En los Honores del Cumpleaños de 1927, Moffat fue nombrado Compañero de la Orden de San Miguel y San Jorge (CMG). Tras la muerte de Coghlan en septiembre de 1917, Moffat logró ser elegido el sucesor de este en el Primer Ministerio. 
Moffat fue visto como un político conservador que creía que Rodesia eventualmente se uniría a la Unión Sudafricana. Supervisó la compra, por £ 2 millones de libras esterlinas, de los derechos mineros restantes que la Compañía Británica de Sudáfrica tenía sobre Rodesia del Sur. Su Gobierno que el que aprobó la Ley de Distribución de Tierra de 1930, que definió el patrón de asignación de la propiedad sobre las tierras, siendo esta considerada una de las causas últimas que derivaron, más de 70 años después, en la disputa por tierras que provocó la reforma agraria en Zimbabue, a principios del 2000. Renunció en julio de 1933 y fue sucedido por George Mitchell. En las elecciones generales de 1933 perdió su escaño. El 6 de julio de 1933 se le concedió la retención vitalicia del Honorable.

## Vida posterior
En las elecciones generales de 1939, Moffat intentó revivir el Partido de Rodesia, pero fracasó. 